# カロルツィオコルテ
カロルツィオコルテ（伊: Calolziocorte）は、イタリア共和国ロンバルディア州レッコ県にある、人口約14,000人の基礎自治体（コムーネ）。

## 地理

### 位置・広がり
レッコ県南東部のコムーネ。県都レッコから南南東へ7kmの距離にある。

#### 隣接コムーネ
隣接するコムーネは以下の通り。括弧内のBGはベルガモ県所属を示す。
- ブリーヴィオ
- カレンノ
- エルヴェ
- モンテ・マレンツォ
- オルジナーテ
- トッレ・デ・ブージ (BG)
- ヴェルクラーゴ

### 地勢・地形
- 湖沼：ガルラーテ湖 (it:Lago di Garlate) 、オルジナーテ湖 (it:Lago di Olginate)
- 河川：アッダ川

### 気候分類・地震分類
気候分類では、zona E, 2412 GGに分類される。
また、イタリアの地震リスク階級 (it) では、zona 3 (sismicità bassa) に分類される。

## 行政

### 分離集落
カロルツィオコルテには、以下の分離集落（フラツィオーネ）がある。
- Calolzio (sede comunale), Corte, Foppenico, Lorentino, Pascolo, Rossino, Sala, Sopracornola

### 山岳部共同体
レッコ県とベルガモ県にまたがる広域自治体「ラーリオ・オリエターレ＝ヴァッレ・サン・マルティノ山岳部共同体」  (it:Comunità montana Lario Orientale - Valle San Martino)  （事務所所在地: ガルビアーテ）を構成する自治体のひとつである。